# Булыгин, Евгений Викторович
Евгений Викторович Булыгин (исп. Eugenio Bulygin) — аргентинский философ и правовед русского происхождения, один из ведущих представителей юридического позитивизма в латиноамериканском академическом пространстве, оказавший значительное влияние на развитие теории права в испаноязычных странах. Булыгин получил признание как авторитетный исследователь в области аналитической юриспруденции, внеся существенный вклад в осмысление природы правовых норм, толкования законодательства и логики юридического дискурса.

## Биография

### Ранние годы
Родился в Харькове в семье инженера и преподавательницы иностранных языков. Будучи единственным ребёнком, до девяти лет получал домашнее образование. В годы Великой Отечественной войны, после оккупации Харькова немецкими войсками, семья, спасаясь от голода, перебралась в сельскую местность. Однако, не желая оставаться в СССР (брат бабушки Евгения был репрессирован в период Большого террора и погиб в лагерях), Булыгины предприняли попытку бежать во Францию, но были задержаны немецкими войсками и отправлены в Австрию, где находились в трудовом лагере до конца войны. В Австрии Булыгин освоил немецкий язык, а в 1946 году начал посещать школу в Линце. К 1949 году, опасаясь усиления советского влияния в оккупированной союзниками Австрии, семья приняла решение о переезде в Аргентину.

### Университетские годы
По прибытии в Аргентину Булыгин начал осваивать испанский язык, посещая шахматные клубы. Столкнувшись с непризнанием его австрийского образования местными властями, Булыгин был вынужден за два с половиной года пройти программу пятилетнего курса средней школы, что позволило ему в 1953 году поступить на юридический факультет Университета Буэнос-Айреса.
Во время обучения его внимание привлекли лекции Амбросио Хиохи, возглавлявшего Институт философии права (ныне Институт имени Амбросио Хиохи) при Университете Буэнос-Айреса. Именно Хиоха познакомил молодого Булыгина с трудами Ганса Кельзена, оказавшими значительное влияние на его дальнейшую научную деятельность.
В 1958 году Булыгин получил степень abogado (адвоката) и начал преподавать в Университете Буэнос-Айреса. В 1959 году был назначен на должность лектора, а в 1960 — адъюнкт-профессора, преподавал курсы «Введение в право» и «Философия права». Параллельно он работал над докторской диссертацией, которую успешно защитил в 1963 году.

### Европейские годы
Вскоре после получения докторской степени Булыгин был удостоен стипендии Фонда Гумбольдта для стажировки в Западной Германии. В 1963-1964 годах он занимался исследованиями в Кёльнском университете и в Боннском университете.
По возвращении из Германии Булыгин получил стипендию Британского совета для работы в Оксфордском университете под руководством Герберта Харта. В Оксфорде он укрепил дружеские отношения с Георгом Хенриком фон Вригтом (с которым познакомился ещё в 1968 году во время визита фон Вригта в Университет Буэнос-Айреса), а также завёл научные контакты с такими видными философами, как Артур Приор, Джон Маки и Питер Стросон.

### Возвращение в Аргентину
В 1970 году Булыгин окончательно вернулся в Аргентину, где в том же году занял должность ординарного профессора философии права в Университете Буэнос-Айреса, которую параллельно занимал в Национальном университете Ла-Платы до 1980 года. В условиях противодействия военной диктатуры (1966-1973) университетским исследованиям, Булыгин вместе с группой коллег (некоторые из которых также обучались в Оксфорде) основал в 1972 году Аргентинское общество философского анализа (исп. Sociedad Argentina de Análisis Filosófico), создав тем самым институциональную основу для развития философских исследований в стране.
С восстановлением демократии в 1984 году президент Аргентины Рауль Альфонсин назначил Булыгина деканом-нормализатором (исп. decano normalizador) его альма-матер, поручив процесс восстановления нормальной деятельности университета после военной диктатуры 1976-1983 годов. Параллельно с университетской работой, в 1986-2001 годах Булыгин занимал должность судьи палаты по гражданским и коммерческим делам Национального апелляционного суда Аргентины. В 1987 году выбран был членом исполнительного комитета Международной ассоциации философии права и социальной философии (IVR). С 1991 по 1999 год был вице-президентом IVR, c 1999 по 2003 — президентом IVR. В 2007 году был избран почётным президентом IVR.
В 1997 году получил звание почётного профессора Университета Буэнос-Айреса.
Всего же Е. В. Булыгиным было опубликовано более 11 книг и 130 статей на испанском, английском, немецком и итальянском языках, а также переводы шести книг и более десятка статей с английского и немецкого на испанский.

### Смерть
Евгений Булыгин скончался 11 мая 2021 года в возрасте 89 лет от осложнений, вызванных COVID-19.

## Личная жизнь
Евгений Булыгин состоял в браке с Эльвирой, сестрой аргентинского философа права Эрнесто Гарсона Вальдеса. Примечательно, что во время пребывания Булыгина в Германии Гарсон Вальдес занимал пост культурного атташе в посольстве Аргентины в Бонне. В этом браке у Булыгина родились дети.
Булыгин поддерживал продолжительные профессиональные и дружеские отношения с ведущими правоведами мира. Особенно тесным было его сотрудничество с Карлосом Альчурроном. Среди его ближайших друзей и коллег были Георг Хенрик фон Вригт, Артур Приор, Джон Лесли Маки, Питер Стросон, которых Булыгин встретил во время своей работы в Оксфорде. Рональд Дворкин, также познакомившийся с Булыгиным в Оксфорде, с теплотой отзывался о нём как о «замечательном русском».
Помимо родного русского и испанского, который стал его основным языком общения, Булыгин в совершенстве владел немецким, английским и итальянским языками, также читал на французском языке.

## Награды
- Стипендия Гуггенхайма (1975)
- Премия Гумбольдта (1996)
- Орден Свободы (2016)